# Paul Viktor Podolay

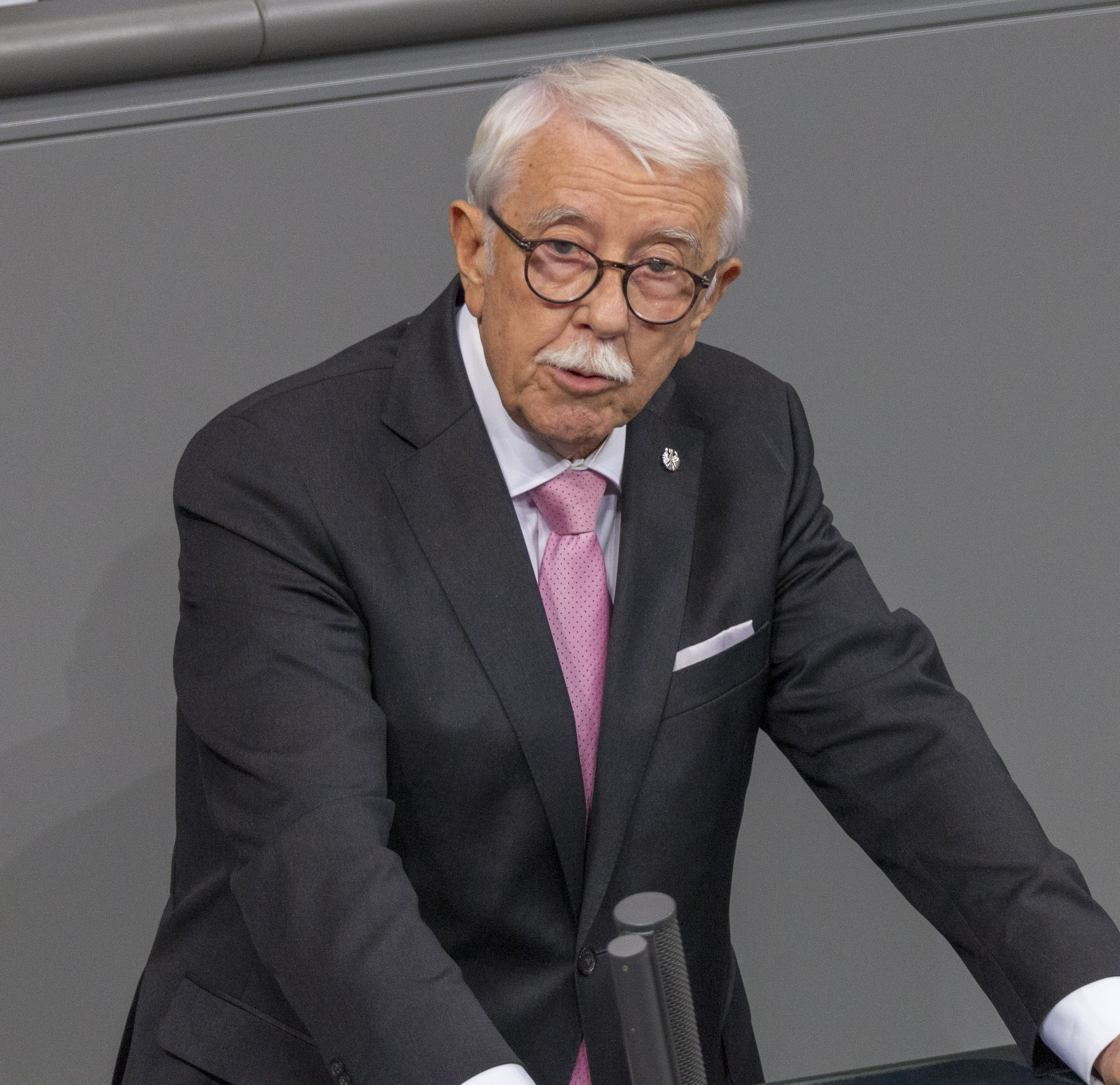
Paul Viktor Podolay (2020)

Paul Viktor Podolay (slowakisch Pavol Podolay; * 30. Mai 1946 in Bratislava, Tschechoslowakei) ist ein slowakisch-deutscher Medizintechniker und Politiker (AfD, ehemals CSU). Er wurde über einen Listenplatz der AfD Bayern im Jahr 2017 in den 19. Deutschen Bundestag gewählt. Auf die AfD-Landesliste für den 20. Deutschen Bundestag wurde Podolay nicht mehr gewählt.

## Leben
Podolay wuchs in der Tschechoslowakei auf und arbeitete als Medizintechniker am Universitätsklinikum in Bratislava, wo er nach eigenen Angaben 1968 an der ersten Herztransplantation im Ostblock mitwirkte. Dabei absolvierte er ein Auslandspraktikum an der ETH Zürich und studierte an der Slowakischen Technischen Universität Bratislava Bauwesen, mit Schwerpunkt Wirtschaft. Später arbeitete er am Institut für Ärztliche Kosmetik in Bratislava.
Er verließ mit seiner Frau und seinen zwei Kindern im Dezember 1982 die Tschechoslowakei und wanderte nach Deutschland aus. Danach war er an der Fakultät für Sport- und Gesundheitswissenschaften der Technischen Universität München tätig. An der Hochschule für Politik München studierte Podolay im fortgeschrittenen Alter neun Semester Politikwissenschaften.
Podolay wurde später zum Vorstandsvorsitzenden der Spektrum AG in Prag bestellt und war auch Senior-Partner der Paradigm Capital AG in Grünwald. Er war Repräsentant der CHECKus Media Group in Deutschland. Er ist Präsident des Vereins Deutsch-Slowakische Wirtschaftsunion e.V. Im Jahr 2003 wurde er Honorarrepräsentant der Regierung der Region Bratislava im Freistaat Bayern.
Podolay beteiligte sich über 22 Jahre lang an Automobil-Rallyes und Bergrennen. Danach gründete er ein eigenes Team in der internationalen deutschen Formel-3-Meisterschaft.

## Politik
Podolay war lange Jahre in der CSU aktiv, bis er 2015 in die AfD übertrat. Podolay gilt als Eurokritiker. 2012 schloss er sich einer Klage vor dem Bundesverfassungsgericht gegen den EU-Fiskalpakt und den Rettungsschirm ESM an. Bei der Europawahl 2014 kandidierte Podolay in der Slowakei als unabhängiger Kandidat der Partei Sloboda a Solidarita.
Bei der Bundestagswahl 2017 trat er für die AfD im Bundestagswahlkreis Erlangen als Direktkandidat an und zog über den 10. Platz der Landesliste Bayern in den 19. Deutschen Bundestag ein.
Im 19. Deutschen Bundestag war Podolay ordentliches Mitglied im Ausschuss für Gesundheit, sowie dem Auswärtigen Ausschuss. Zudem gehörte er als stellvertretendes Mitglied dem Unterausschuss für Zivile Krisenprävention, Konfliktbearbeitung und vernetztes Handeln an.
Podolay will die Zahl benötigter Organspenden durch mehr Prävention senken. Mit gesunder Lebensweise könne man die Zahl der Patienten, die ein Organ benötigen, senken. So riet Podolay in seiner Rede im Bundestag: „Essen Sie zum Beispiel mehr Grün! Trinken Sie mehr Grün! Chlorophyll ist nämlich grünes Sonnenlicht und eine der wirksamsten lebensspendenden Substanzen auf unserem Planeten.“ Kliniken würden seiner Behauptung nach auch medizinisch nicht indizierte Transplantationen vornehmen. Er sprach sich am 26. Juni 2019 und am 16. Januar 2020 gegen die vorgeschlagene Widerspruchslösung aus.
Im Juni 2019 wurde Podolay von der AfD-Fraktion im Deutschen Bundestag als vierter Kandidat für das Amt des Vizepräsidenten des Deutschen Bundestages nominiert, nachdem zuvor drei Kandidaten der AfD bei der Wahl gescheitert waren. Bei der Wahl am 26. September 2019 wurde er nicht gewählt. Auch sein zweiter Versuch, Vizepräsident zu werden, scheiterte am 7. November 2019, sein dritter Versuch am 12. Dezember 2019.